# 赫尼拉利帕河
赫尼拉利帕河（羅馬化：Hnyla Lypa）是烏克蘭的河流，位於該國西部，屬於德涅斯特河的左支流，流經利沃夫州和伊萬諾-弗蘭科夫斯克州，河道全長87公里，流域面積1,320平方公里，河畔城鎮有佩雷米什利亞尼和羅哈廷。